# Байдарські ворота (пам'ятка)
Байдарські ворота — пам'ятка архітектури національного значення (охоронний номер 1226), ворота, що розташовані на однойменному перевалі, між горою Челебі (657 м) на заході і Чху-Баїр (705 м) на сході, на висоті 527 м.

## Історія

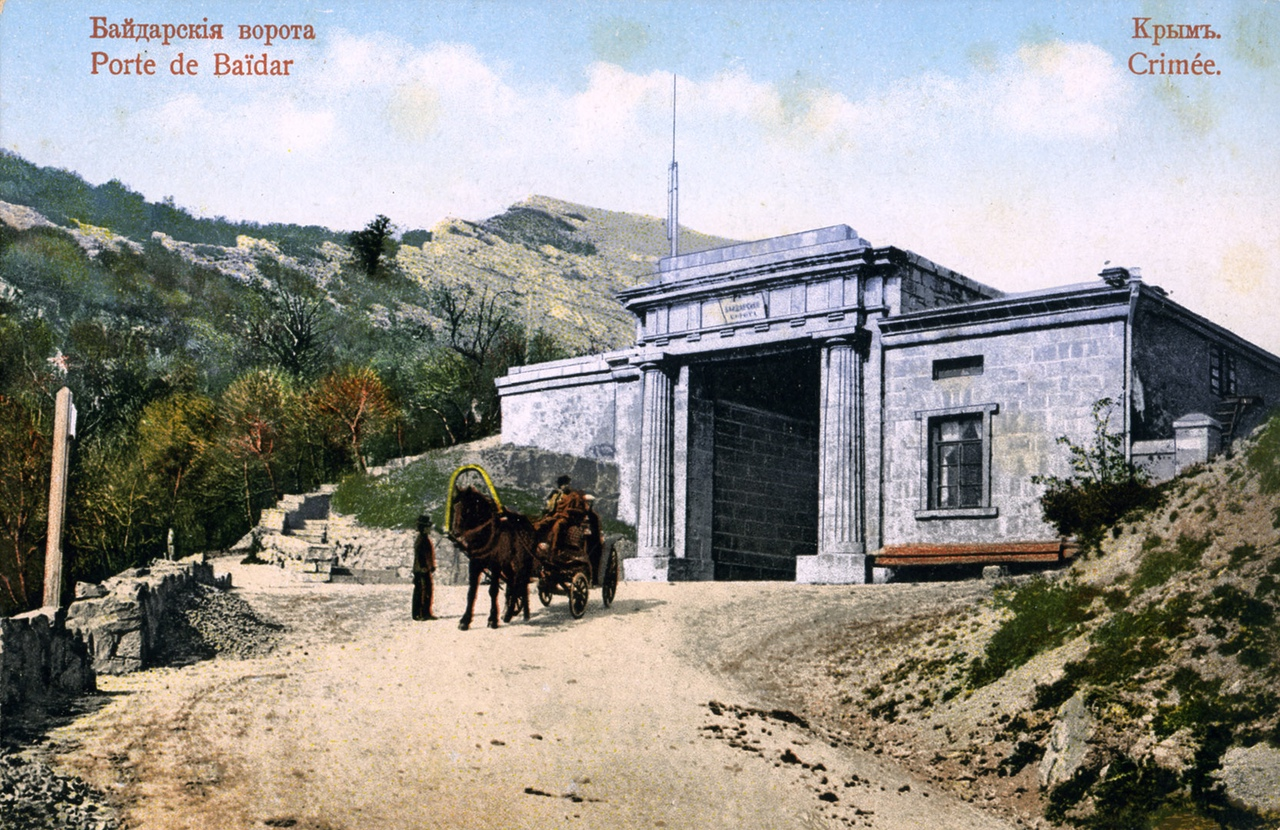
Байдарські ворота, листівка XIX століття

Через перевал проходить старе автомобільне шосе Ялта-Севастополь, що будувалося з 1837 по 1848 рік з ініціативи генерал-губернатора Новоросійського краю графа Михайла Семеновича Воронцова.
На Байдарському перевалі розташована пам'ятка архітектури Байдарські ворота. Вони споруджені у 1848 році за проектом відомого ялтинського архітектора Карла Івановича Ешлімана на честь закінчення будівництва шосе Ялта-Севастополь. Ворота-пропілеї являють собою масивний портик з блоків місцевого вапняку зі складним карнизом, фланкіруємим напівколонами і перекритим антаблементом. Праворуч і ліворуч до портику примикають прямокутні тумби з того ж матеріалу. Вони додають монументальності класичним формам споруді. У правій тумбі є приміщення (близько 30 кв. м), котре ніяк не використовується.
Ворота занадто вузькі, аби розминутися двом автомобілям, тому працює також об'їзд. Саме ж шосе вже не є основною транспортною артерією.
Дах Байдарських воріт — це оглядовий майданчик, до якого ведуть східці. Звідси можна побачити краєвид моря, Форос та Фороську церкву. На дах інколи підіймаються закохані пари, аби разом зустріти схід чи захід сонця.